# Exechia lutacea
Exechia lutacea är en tvåvingeart som beskrevs av Edwards 1928. Exechia lutacea ingår i släktet Exechia och familjen svampmyggor. Inga underarter finns listade i Catalogue of Life.